# Ünal Aysal

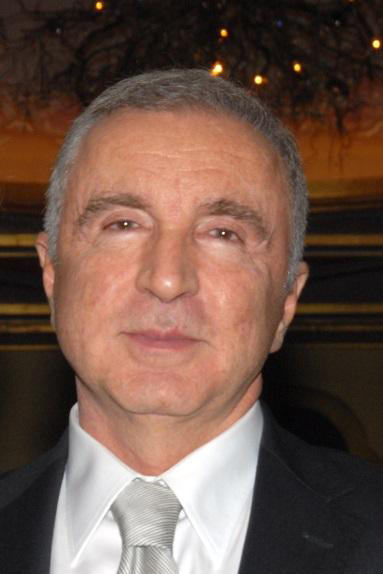
Ünal Aysal

Ünal Aysal (* 2. Juni 1941 in Istanbul) ist ein türkischer Geschäftsmann. Er war von Mai 2011 bis Oktober 2014 der Präsident des türkischen Sportvereins Galatasaray Istanbul.

## Leben und Wirken
Ünal Aysal besuchte das Galatasaray-Gymnasium, das er im Jahr 1960 abschloss. Anschließend studierte er Rechtswissenschaften an der Universität Istanbul und später an der Universität Neuenburg in der Schweiz.
Von 1970 bis 1972 arbeitete er bei der Koç Holding als Koordinator des Außenhandels und gründete 1974 die Firma Unit International in Brüssel, Belgien. Aysal ist seit 1984 im Ölgeschäft und an der Produktion elektronischer Geräte beteiligt. Er ist Präsident der Unit Group, die aus 51 Unternehmen besteht. Er wurde 1999 durch den Präsidenten der Türkei als der beste Vertreter der türkischen Unternehmen im Ausland geehrt. Ünal Aysal gehört laut dem Forbes Magazine zu den 100 reichsten Unternehmern der Türkei – 2017. Sein Vermögen wird auf 825 Millionen Dollar geschätzt.

## Fußballfunktionär
Am 14. Mai 2011 ersetzte Aysal Adnan Polat und wurde der 34. Präsident von Galatasaray Istanbul.
Am 22. Juni 2013 wurde Ünal Aysal, mit 1404 von 1412 gültigen Stimmen, erneut für drei Jahre zum Präsidenten von Galatasaray Istanbul gewählt. Aysal erklärt im Oktober 2014 seinen Rücktritt als Präsident von Galatasaray Istanbul. Sein Nachfolger wurde Duygun Yarsuvat.